# Ayacara Airport
Ayacara Airport är en flygplats i Chile.   Den ligger i provinsen Provincia de Palena och regionen Región de Los Lagos, i den södra delen av landet, 1 000 km söder om huvudstaden Santiago de Chile. Ayacara Airport ligger 9 meter över havet.
Terrängen runt Ayacara Airport är platt åt nordväst, men åt sydost är den kuperad. Havet är nära Ayacara Airport åt sydväst. Trakten runt Ayacara Airport är nära nog obefolkad, med mindre än två invånare per kvadratkilometer.. 
I omgivningarna runt Ayacara Airport växer i huvudsak blandskog.